# Magnus Blix
För andra betydelser, se Magnus Blix (olika betydelser).
Magnus Gustaf Blix, född den 25 december 1849 i Säbrå, Västernorrland, död den 14 februari 1904 i Lund, var en svensk fysiolog och professor vid Lunds universitet från 1885. Han var universitets rektor från 1899. 

## Biografi
Blix blev student 1869, medicine kandidat 1875 och medicine licentiat 1879 samt medicine doktor 1880 vid Uppsala universitet. Han förordnades 1880 till docent i experimentell fysiologi och medicinsk fysik i Uppsala, utnämndes 1882 till ordinarie laborator vid fysiologiska institutionen där, efter att ända sedan 1876 på förordnande ha förestått densamma, samt 1885 till professor i fysiologi och embryologi vid Lunds universitet.
Blix ägnade sig särskilt åt muskelfysiologi och sinnesfysiologi och nådde viktiga resultat inom dessa områden, bland vilka främst bör nämnas hans upptäckt av att människans förnimmelser av köld och värme förmedlas genom olika slags nerver. Denna upptäckt beskrivs i avhandlingen Experimentala bidrag till lösningen af frågan om hudnervernas specifika energi (1883, i Uppsala läkarförenings förhandlingar), för vilken han 1889 erhöll Svenska läkarsällskapets halvsekelsmedalj. I sin gradualavhandling, Oftalmometriska studier (1880; av Vetenskapsakademien belönat med halva wallmarkska belöningen), beskriver han en efter en ny princip konstruerad oftalmometer och redovisar med denna utförda mätningar. 
I flera avhandlingar, Bidrag till läran om muskelelasticiteten (1874, i Uppsala läkarförenings förhandlingar), Till belysning af frågan huruvida värme omsättes till mekaniskt arbete vid muskelkontraktionen (ibidem 1881), Ett bidrag till kännedomen om muskelns spänning och det mekaniska arbetet vid kontraktionen (ibidem 1884), Die Länge und Spannung des Muskels (Skandinavische Archive für Physiologie, 1891-95), Studien über Muskelwärme (ibidem 1901), behandlade han med nya metoder många av de svåraste frågorna beträffande muskelns allmänna fysiologi. 
Blix konstruerade även en mängd fysiologiska instrument, bland annat muskelindikatorn och termogalvanometern, som är beskrivna dels i ovanstående arbeten, dels i andra avhandlingar, bland annat i Neue registrirapparate (i Pflügers Archiv für die gesammte Physiologie des Menschen und der Thiere 1902). Bland Blix arbeten kan även nämnas hans forskning om varför människan inte kan flyga.
Blix hade en överenskommelse med kollegan Carl Magnus Fürst om att den av dem som först dog skulle få sin hjärna undersökt av den andre. Fürst höll sitt löfte och utkom kort efter Blix' död med skriften Magnus Blix' hjärna på Gleerups förlag. Hjärnan i dess komponenter finns fortfarande konserverad vid Lunds universitet.
Magnus Blix var yngste son till pastor Carl Johan Blix (1808–1852) och Christina, född Österholm (1816–1905), och kom från den gamla jämtska släkten Blix. Han gifte sig 1890 med Martina Lamm (1857–1917) och var far till Karin Blix, Ingrid Hwatz och Gunnar Blix, farfar till Hans Blix och farfars far till Erik Blix.
Han valdes in som ledamot av Kungliga Vetenskapsakademien 14 december 1892. Magnus Blix är begravd på Norra kyrkogården i Lund.

## Bilder

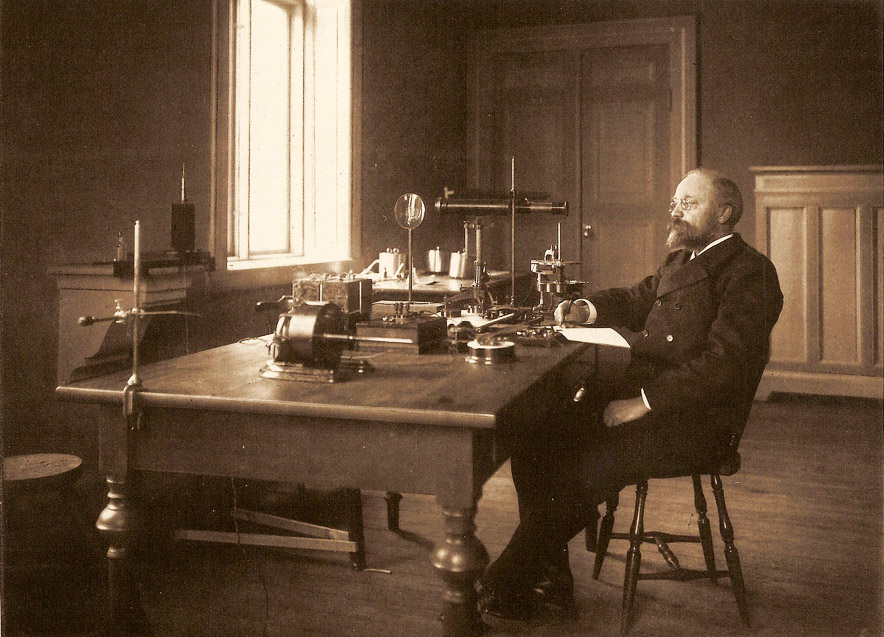
Magnus Blix i laboratoriet.
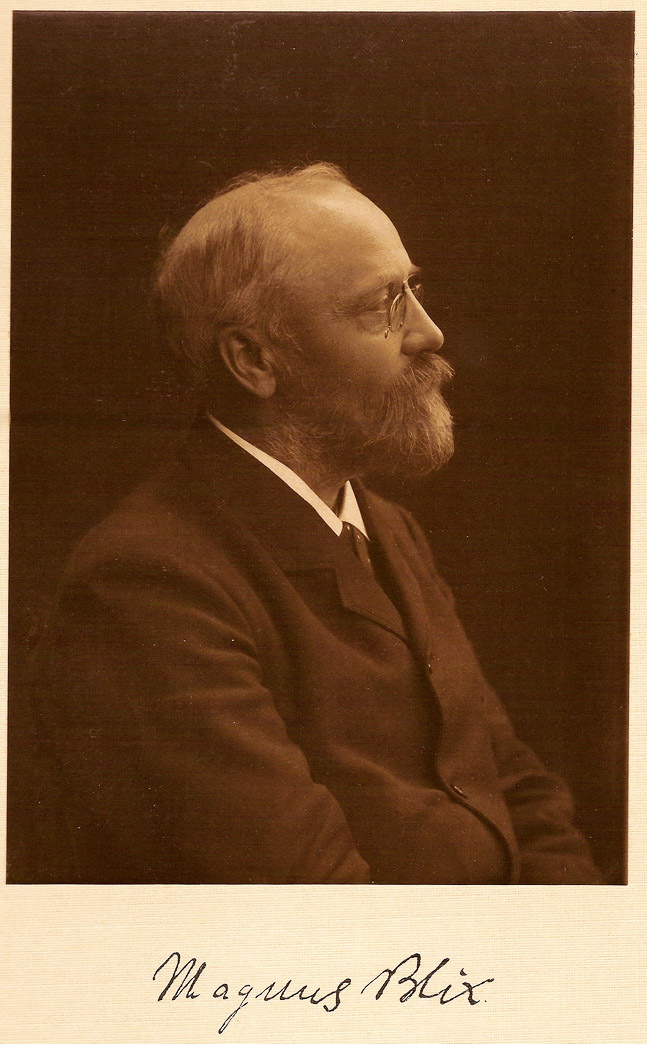
Porträtt med namnteckning.